# Campeonato Carioca de Futebol Feminino Sub-18 de 2021
O Campeonato Carioca Feminino Sub-18 de 2021 foi a segunda edição desta competição de futebol feminino organizada pela Federação de Futebol do Estado do Rio de Janeiro (FERJ).
Disputada por nove agremiações, a competição começou no dia 17 de novembro e foi finalizada em 8 de dezembro. A decisão, por sua vez, foi protagonizada pelo clássico fla-flu. No confronto decisivo, realizado nas Laranjeiras, na cidade do Rio de Janeiro, o Fluminense saiu vitorioso nas cobranças por pênaltis e conquistou seu primeiro título.

## Formato e participantes
O regulamento, dividiu os clubes em dois grupos, pelos quais enfrentaram os adversários do próprio chaveamento em jogos de turno único. Após jogadas todas as rodadas, os dois primeiros colocados de cada grupo se classificaram para as semifinais. Após partidas únicas nas semifinais, disputadas entre o clube melhor colocado de cada grupo na primeira fase e o segundo do outro, os dois vencedores avançaram para a final. Esta terceira e última fase foi disputada também em partida única. As nove agremiações que participaram do torneio foram:
| Participantes   | Cidade          |
| --------------- | --------------- |
| America         | Rio de Janeiro  |
| Barra Mansa     | Barra Mansa     |
| Duque de Caxias | Duque de Caxias |
| Flamengo        | Rio de Janeiro  |
| Fluminense      | Rio de Janeiro  |
| Heips           | Rio de Janeiro  |
| Karanba         | São Gonçalo     |
| Serra Macaense  | Macaé           |
| Vasco da Gama   | Rio de Janeiro  |

## Resultados

### Fase final
|  | Semifinais      | Semifinais      |       |  | Final    | Final |  |
|  |                 |                 |       |  |          |       |  |
|  |                 |                 |       |  |          |       |  |
|  | Flamengo        | 5               |       |  |          |       |  |
|  | Karanba         | 0               |       |  |          |       |  |
|  |                 |                 |       |  |          |       |  |
|  |                 |                 |       |  |          |       |  |
|  |                 |                 |       |  | Flamengo | 1 (3) |  |
|  |                 | Fluminense (p.) | 1 (5) |  |          |       |  |
|  |                 |                 |       |  |          |       |  |
|  |                 |                 |       |  |          |       |  |
|  |                 |                 |       |  |          |       |  |
|  |                 |                 |       |  |          |       |  |
|  | Vasco da Gama   | 1 (2)           |       |  |          |       |  |
|  | Fluminense (p.) | 1 (3)           |       |  |          |       |  |